# Zabijačka

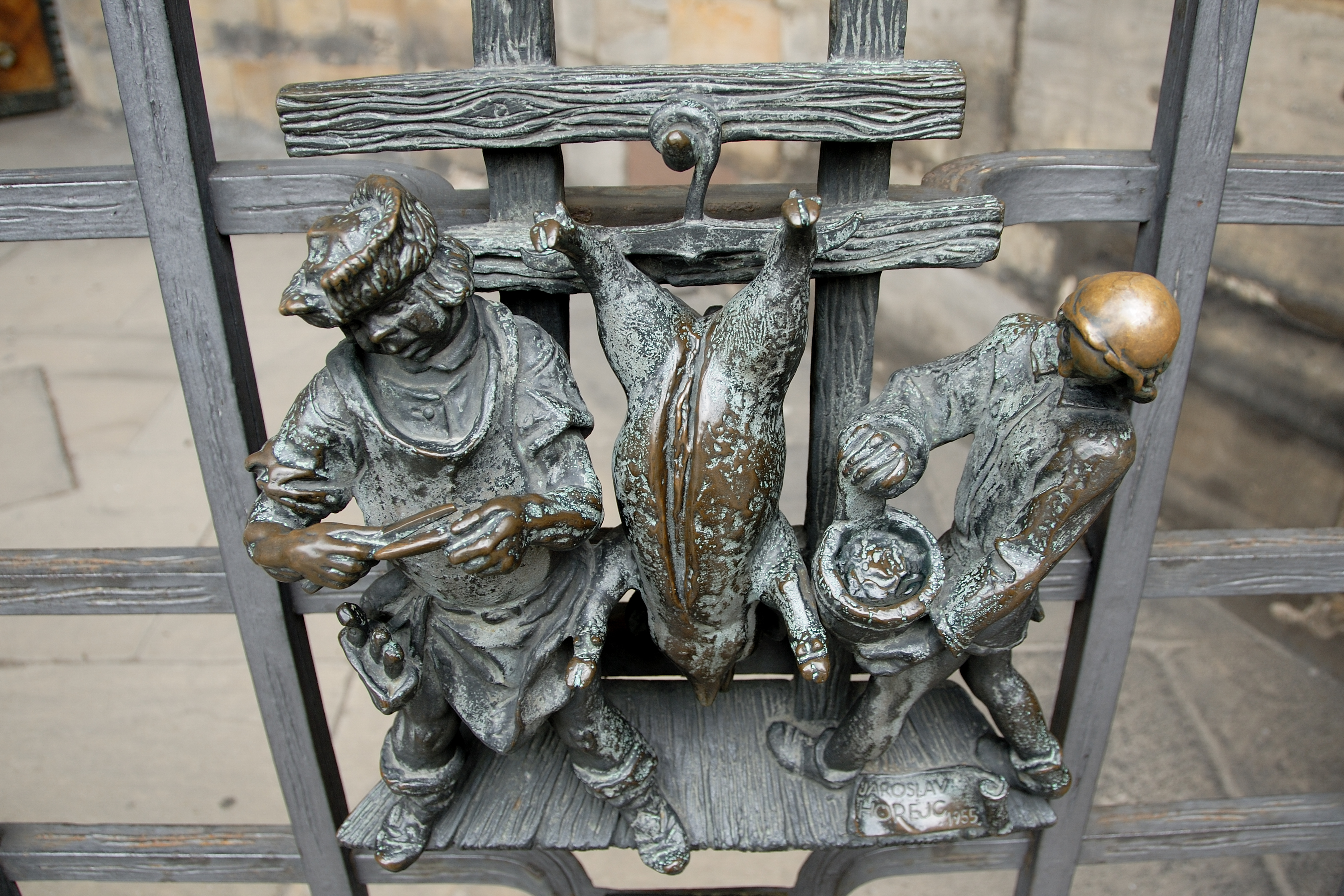
Plastika zabijačky umístěná při Zlaté bráně Katedrály svatého Víta, Václava a Vojtěcha

Zabijačka nebo též zabíjačka je domácí porážka vepře svépomocí, popřípadě za účasti řezníka; následuje rozporcování a zpracování masa do domácích zásob před nadcházející zimou. Kromě této samozásobitelské role je nepřímým smyslem zabijačky také její společenský přesah, protože bývá značně náročná na technické (kuchyňské) zázemí i na počet spolupracovníků, takže v době zabijačky se ke členům domácnosti připojuje i širší příbuzenstvo, sousedé apod., vykonávající pomocné práce.
Tradičně se vepř poráží v předvánočním období nebo v době masopustu, protože masné výrobky v chladném období nepodléhají zkáze a lze je snáze uchovat. V minulosti byla zabijačka na středoevropském venkově a v menších městech v zimním období pravidlem téměř v každém domě, avšak její četnost výrazně poklesla s ústupem drobného hospodářství a také díky prakticky bezproblémové celoroční maloobchodní dostupnosti vepřového masa. Dřívější určení zabijačky jako zisk masa pro výživu domácnosti se tak změnil i na akci folklórní a společenskou, zabijačka může být součástí předvádění lidových řemesel u příležitosti jarmarků, adventních trhů, masopustních zábav, festivalů atd., popřípadě jako součást firemních večírků či akcí.

## Přípravné práce
Pokud je prase chováno v domácích podmínkách (tj. není před porážkou zakoupeno u sedláka či ve vepříně), je dobré delší dobu (asi 1 měsíc) před porážkou přestat prase krmit zapáchajícími krmivy a často a více mu podestýlat, aby se organismus „vyčistil“: maso a droby ztratí případný zápach krmiva, kůže se vyčistí a zbaví vad.
Pokud porážku provádí povolaný řezník-nečlen domácnosti, musí mít osvědčení pro práci s potravinami. Termín zabijačky je nutné s řezníkem dohodnout včas kvůli vysoké pravděpodobnosti, že bude mít více zakázek v kolizním termínu. Nejvhodnějším obdobím pro zabijačku je chladné suché počasí, s teplotami 5 až 12 °C – při nižších teplotách vzrůstá namáhavost bourání studeného masa (zvlášť v mraze) a zvyšuje se nebezpečí pracovního úrazu například pořezáním kvůli prochladlým prstům, při vyšších teplotách zase roste pravděpodobnost, že na pracoviště zavítá obtížný hmyz (zejména mouchy).
Domácnost, připravující zabijačku, zpravidla obstarává řadu surovin a připravuje zázemí:
- neslazené bílé pečivo (neplněné buchty, veky, nesypané rohlíky atd.) – to se nechává v pokrájeném nebo nalámaném stavu proschnout na suchém místě
- koření dle místních zvyklostí, základem je umletý pepř, prosetá a promnutá majoránka a nadrcený či celý kmín
- přírodní nebo uměle vyrobené měchýře a potravinová střívka pro plněné masové výrobky
- špejle pro snadné zakončování výrobků, na jedné straně zašpičatělé (toto ostření lze provést doma nožem nebo na smirkové brusce) – špejle se, po namotání střeva a jeho propíchnutí, posune až na konec a zalomí, čímž špička na špejli zůstane pro další špejlování
- velké množství kuchyňských nádob pro přípravu značného množství horké vody, pro míchání surovin i pro samotnou tepelnou úpravu masných pokrmů – vhodné jsou smaltované a nerezové hrnce o objemu 10 až 100 litrů a obdobné nádoby, popřípadě kotle-pařáky
- technické zázemí a vybavení pracoviště, čímž je myšlena jednak rozporka (na trojnožce, na háku apod.) pro zavěšení těla vepře, jednak varné centrum (dostatečně prostorná kuchyňská kamna, větší množství sporáků či dostatečně stabilních vařičů apod.), jednak stoly a tály pro bourání masa a přípravu masových výrobků
- základ pro masné výrobky, jímž bývá nadrobno nakrájená cibule osmahnutá na sádle a prolisovaný česnek utřený se solí
- pokud domácnost dokáže odhadnout, že tělo vepře nebude dostačovat do požadovaných výrobků, je možné přikoupit i další masné suroviny jako vepřové hlavy, droby atd.
- nejpozději den před zabijačkou je vhodné uklidit místo konání zabijačky, aby byl na budoucím řeznickém pracovišti dostatek manipulačního prostoru.

Vepře je vhodné nakrmit nejpozději 24 hodin před vlastní porážkou, ale musí mít k dispozici dostatek čisté pitné vody, aby došlo k vyčištění vnitřností přirozenou cestou.

## Porážka

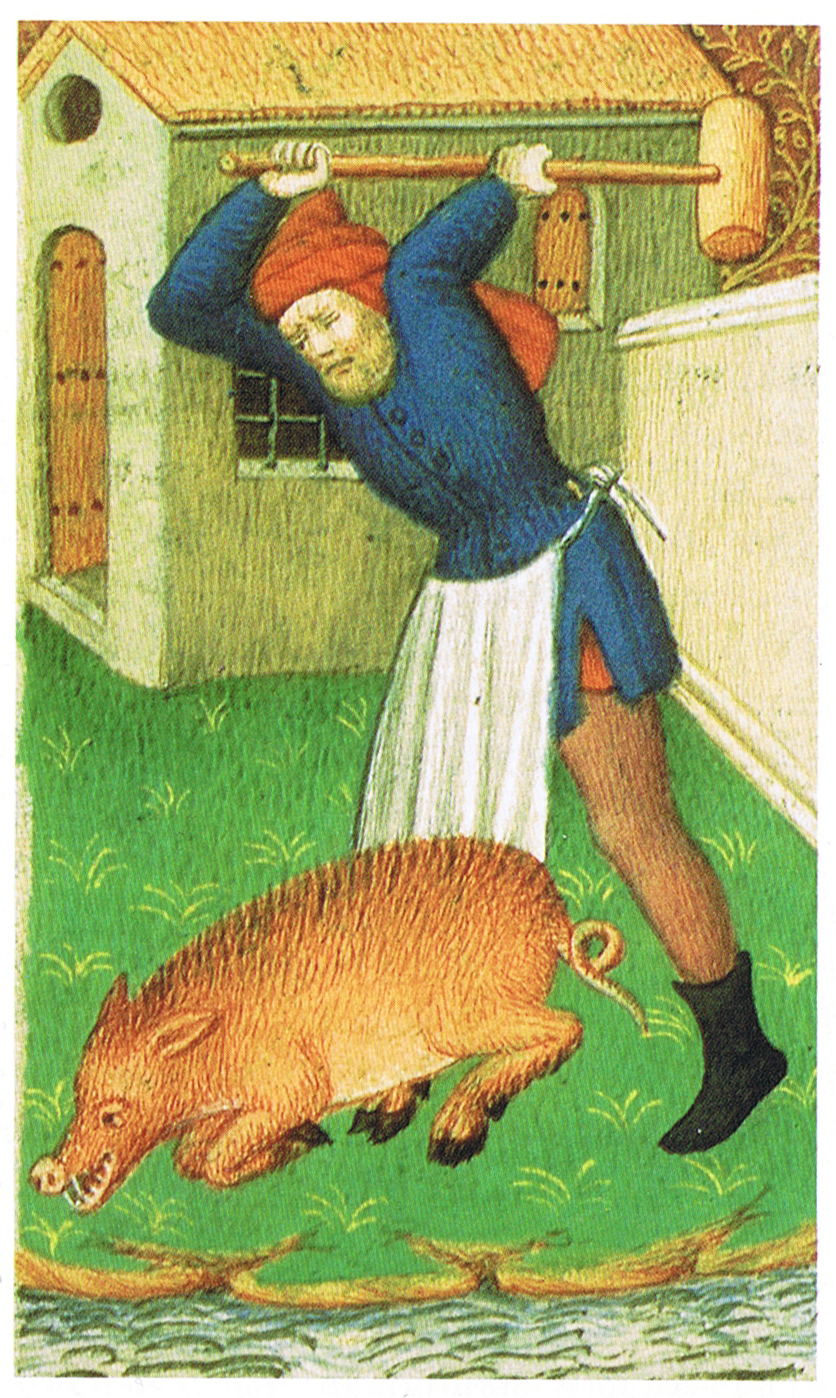
Zachycení porážky prasete ve středověku

Zabijačka je časově náročný proces, a proto se porážka zpravidla koná krátce po rozednění.
Nejprve řezník omráčí vepře střelou z jateční pistole, popřípadě sekerou či palicí ranou do čela. Jakmile vepř upadne na zem, řezník mu prořízne krční tepnu a tím ho vlastně usmrtí. Dosud fungující srdce pak vytlačí většinu tělesné krve do připravené nádoby – používá se mělká nádoba, pekáč nebo nízký lavor. Pomocník musí krev stále míchat, aby se nesrazila, a po vykrvení těla získanou krev přeleje do větší nádoby, kde z ní musí vymíchat vlákna fibrinu. Závěrečným zasolením krve definitivně zamezí jejímu sražení.
Vykrvené tělo vepře se poté napaří (podle zvyklostí buď na prkenné podložce, nebo častěji v neckách) – řezník horkou vodou poleje nejprve místa, kde prase nebude krupováno (tj. hlava, hrdlo, pupek, vnitřní část kýt, kolena, nožky a oháňka), poté se prase obrátí pomocí řetízků a zbytek prasete se paří velmi opatrně, aby krupon nebyl poškozen. Z kůže se musí mechanicky odstranit štětiny – zpravidla dvojmužně pomocí železných „zvonků“ nebo řetězů, odstranění napomůže posypání pomletou kalafunou před pařením. Prase se poté pečlivě umyje teplou vodou, řezník mu nařízne na obou zadních nožkách kůži mezi šlachou a kostí v oblasti Achillovy šlachy, tímto otvorem se provléknou berce – háky rozporky, na které bude tělo vepře zavěšeno během zpracování. Berce s vepřem se pak vyzdvihnou do vhodné výšky (např. pomocí kladkostroje) tak, aby celé tělo vepře bylo zavěšeno a pod rypákem zbýval dostatek prostoru pro nádoby (zavěšením tělo opticky zmohutní a vlastní vahou se značně protáhne). Po vyzdvižení těla se kůže dočistí od zbytku štětin a naposledy pečlivě umyje.

## Zpracování
Dle svého zvyku řezník buď stáhne celou kůži (krupon) hned na počátku, anebo kruponuje až při vaření rozbouraného masa (druhá varianta má výhodu v tom, že po dobu bourání kůže přirozeně drží maso pohromadě a omezuje možnost jeho znečištění).
Dojde k otevření břišní dutiny podélným řezem. Řezník opatrně vyjme vnitřnosti tak, aby nepoškodil střeva a jejich obsahem neznečistil maso, vyňatá střeva rozdělí na tenká a tlustá, po obrání střevního sádla tyto střeva rozdělí na kratší části, obrátí naruby a vyčistí od obsahu včetně vnitřních klků (této činnosti se říká šlemování) – dobře vypraná střeva nezapáchají a jsou mírně zdrsnělá. Poté je pokrájí na stejně dlouhé kusy a ponoří do studené vody k dalšímu použití. Obdobným způsobem vyčistí a vypere žaludek, který se nakonec vymne solí. Oblíbenou kuriozitou je vyčištění, vymytí a nafouknutí močového měchýře. Z jater musí řezník opatrně vyjmout žluč. Uvolněné vyjmuté ledviny jsou indikátorem zdravotního stavu vepře a měly by být prohlédnuty veterinářem. Po vybrání břišních vnitřností řezník uvolní hrudní dutinu a vyjme osrdí, které rozdělí, srdce prořízne a droby důkladně opere v čisté vodě.

Schematické znázornění dílů vepřového masa: 1. hlava, 2. lalok, 3. hřbetní sádlo, 4. krkovička, 5. plecko, 6. pečeně, 7. vepřová pečeně, 8. panenská svíčková, 9. žebra, 10. bůček, 11. plec (horní šál, dolní šál a ořech), 12. kýta, 13. koleno, 14. nožičky a 15. ocásek

Po vyčištění břišní dutiny řezník odebere z těla vepře maso k vaření = výrobě ovaru. Zpravidla začíná odříznutím vepřovy hlavy, kterou následně zbaví mozku a rozsekne vejpůl. Smažený mozeček s vejci bývá v některých krajích prvním masným výrobkem, který je na zabijačce servírován. Dalšími součástmi ovaru bývají podbradek (podhrdlí), plíce, srdce, jazyk, slezina, půl nebo celá játra, měkké části boků (paždíky), kolínka, nožky zbavené paznehtů a popřípadě jedna plec na tlačenku – všechny tyto tělesné části se po důkladném umytí vaří v osolené nekořeněné vodě ve velkém hrnci nebo kotli, čímž vzniká základ zabijačkové polévky. Vnitřní (břišní, střevní) sádlo se dává škvařit na odlehlé nebo dobře větrané místo, protože během zpracování zapáchá.
Závěrečné bourací práce spočívají v podélném rozseknutí prasečího torza na dvě poloviny a odebrání sádelných částí, čisté maso pak řezník rozebere a rozdělí. Pokud se má maso zpracovávat samotné (na řízky, kotlety apod.), je nutné ho nechat alespoň tři dny vyvěsit.

## Povinnosti řezníka

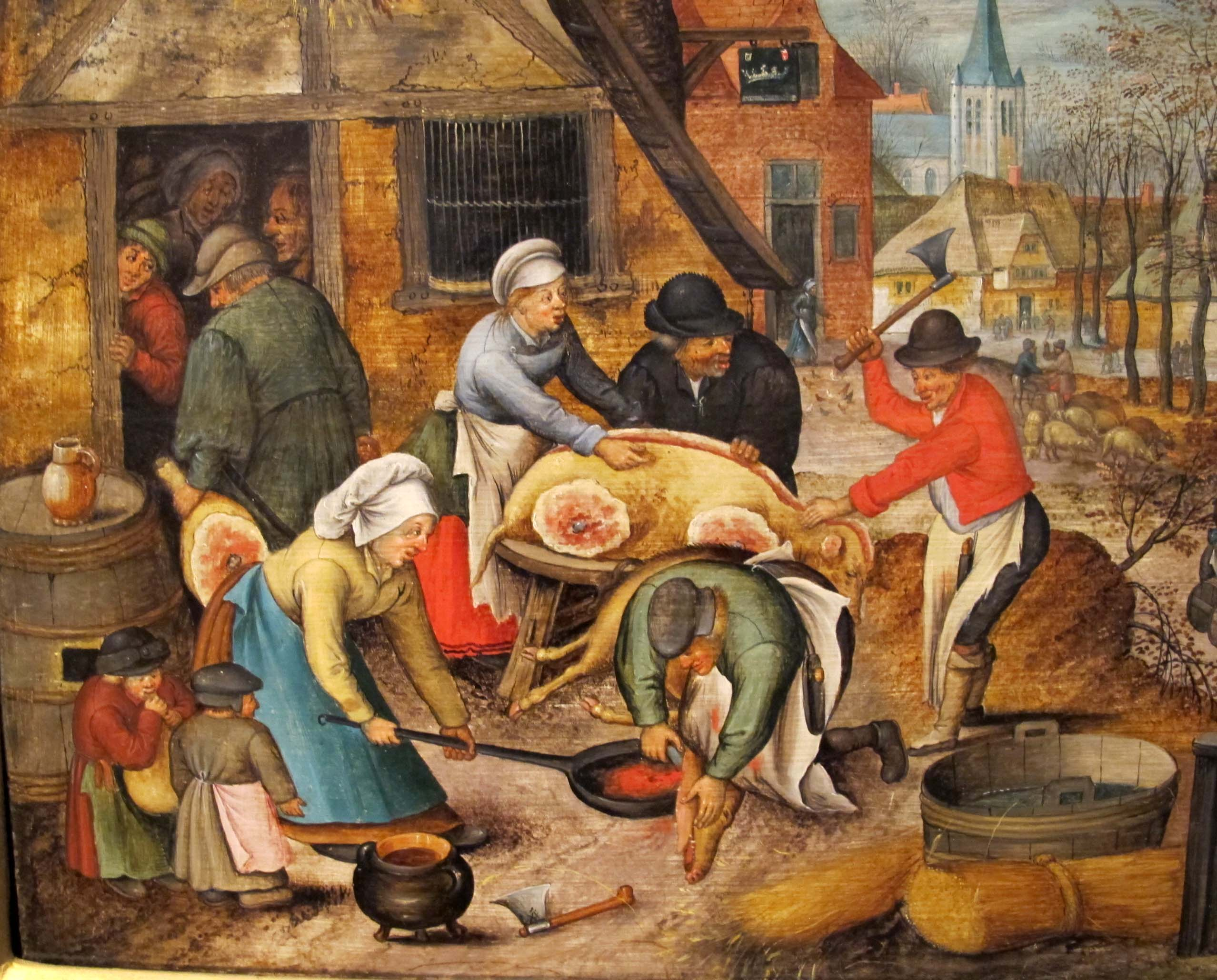
Zabíjačka na obraze vlámského malíře Pietera Brueghela mladšího

Povinnosti řezníka se kraj od kraje liší, mohou se řídit i vzájemnou dohodou. Příprava masných výrobků není běžnou povinností řezníka. Někdy řezník i krájí sádlo ke škvaření, nasoluje maso k uzení a připravuje z ořezu klobásy.
Obvyklé úkoly řezníka:
- porážka zvířete,
- spaření,
- sejmutí kruponu a sádla,
- odebrání masa z kusu k vaření,
- rozetnutí kusu, úprava k veterinární prohlídce,
- šlemování,
- úprava ovařeného masa a jeho rozdělení k jednotlivým výrobkům,
- výroba jednoho nebo dvou druhů tlačenky,
- výroba jitrnic a jednoho nebo dvou druhů jelit,
- příprava zabijačkové polévky,
- rozebrání kusu po veterinární prohlídce,
- stažení sádla z kusu,
- stažení sádla z kůže.

## Orientační výtěžnost
- Hmotnost vepřových půlek s masem se sádlem, nožkami a hlavou bez drobů se pohybuje okolo 80–83 % hmotnosti živého prasete.
- Hmotnost drobů, tj. plíce, srdce, játra, jazyk, mozeček a slezina činí okolo 3 % hmotnosti živého prasete.
- Z jednoho prasete získáme 16–19 m tenkého střeva a 4–5 m tlustého střeva, do nichž pak můžeme naplnit jitrnice, jelita či klobásy.

## Výrobky
- mozeček s vejci

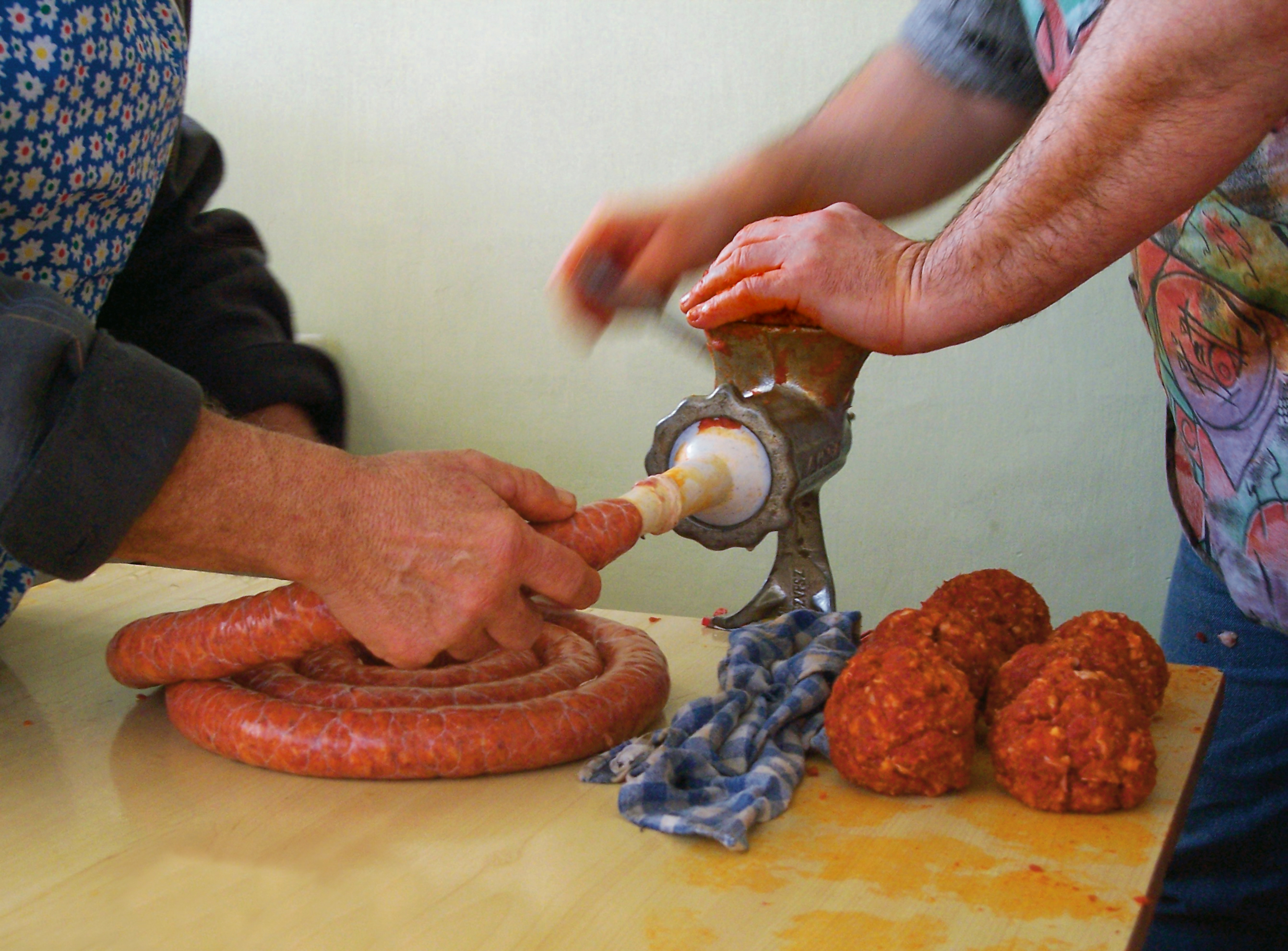
Výroba klobás v Maďarsku

- zabijačkový guláš (zvaný též smažák, míchaný, drobový, brzlík, předehra nebo partička)
- ovar
- tlačenka masová nebo krvavá
- tlačenka slezská
- jitrnice
- jelita kroupová nebo žemlová
- krevní (jelítkový, liberecký) salám
- vývarka

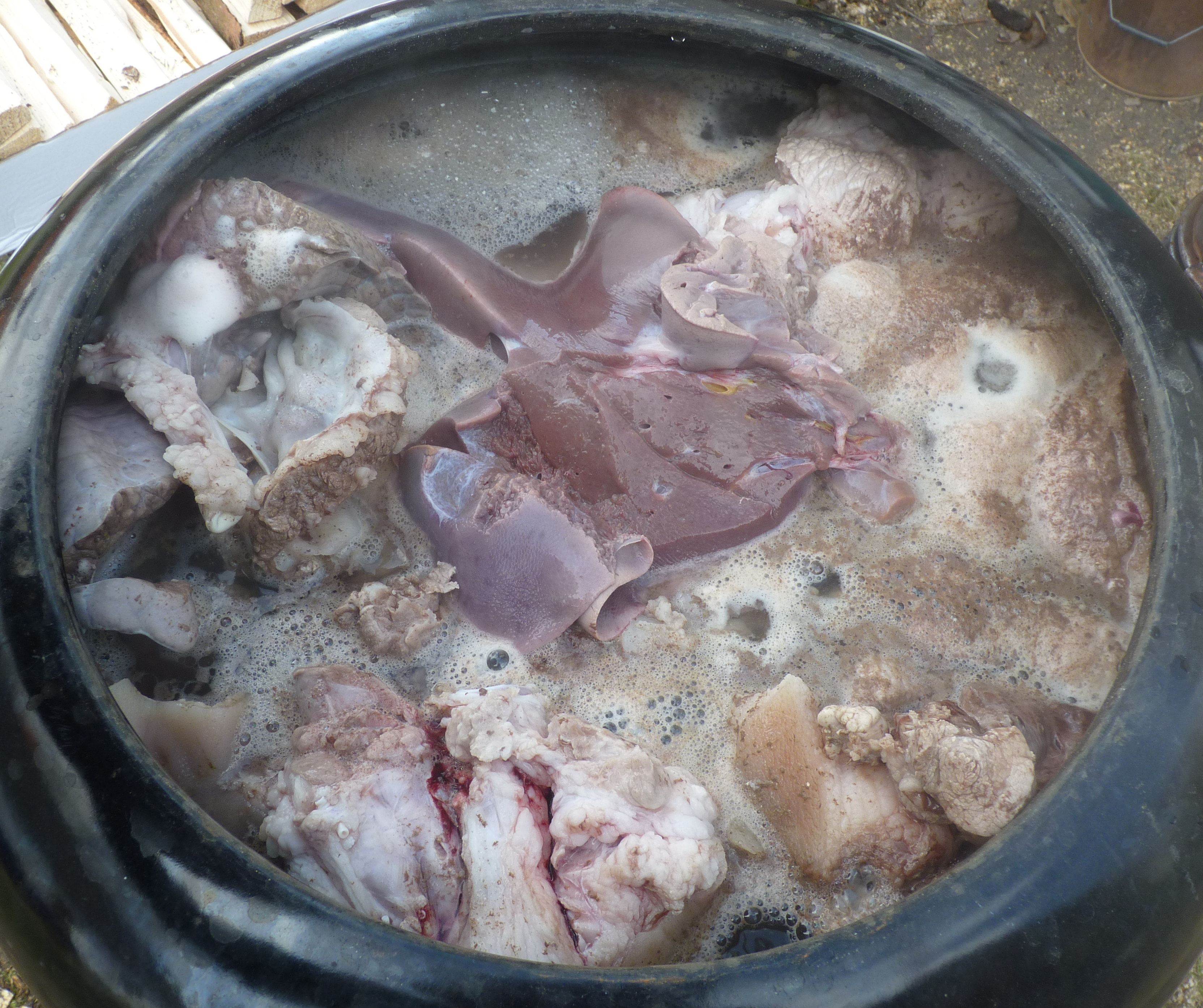
Vaření zabíjačkové polévky – prdelačky

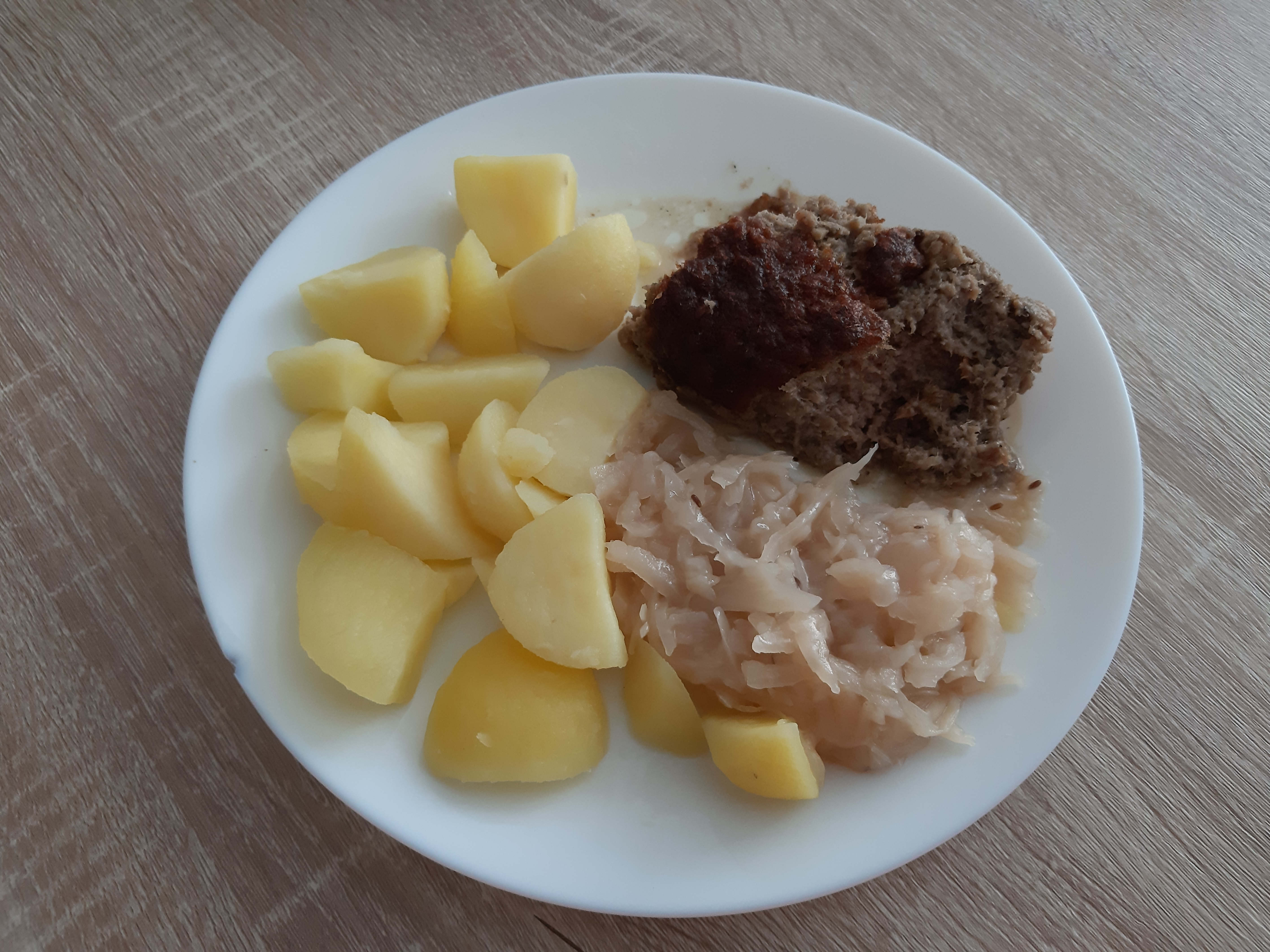
Pečený prejt, bílé zelí, a brambory

- černá polévka (zvaná též prdelačka nebo bouřka)
- huspenina (zvaný též sulc nebo vepřový rosol)
- různé druhy klobás
- sekaná (ze směsi s jinými druhy masa)
- domácí paštika

## Odrazy v kultuře
Význam zabijačky v tradiční venkovské kultuře nespočíval jen v obstarávání potravy, měla též roli společenského fenoménu. Po zabijačce tradičně byla a místy dosud je rozdílena výslužka pro všechny, kteří se zabijačkou pomáhali, ale též pro sousedy a příbuzné. Výslužka se z venkova někdy dosud zasílá či dováží příbuzným či rodinným přátelům do měst. Několikrát se v české kultuře zabijačka stala součástí výtvarných, literárních, hudebních a jiných děl:
- Již ve středověkých kalendářích, kde byly jednotlivé měsíce představovány výjevy zemědělského života, obrázek zabijačky symbolizuje měsíc prosinec. Stejný význam má i obrázek zabijačky od Josefa Mánese na kalendářní desce Staroměstského orloje. Zabijačku zobrazují též ilustrace Mikoláše Alše a zvláště Josefa Lady.
- František Nepil věnoval v knize Střevíce z lýčí zabijačce celou samostatnou kapitolu, popisuje v ní jak technicko-organizační průběh zabijačky, tak její společenskou roli na vesnici.
- Václav Havel ve své jednoaktovce Prase využívá motiv nákupu prasete určeného k zabijačce i zabijačky samotné pro vyjádření české přízemnosti, sobectví a hamižnosti.
- Bohumil Hrabal věnoval ve své novele Postřižiny zabijačce mnoho prostoru a popisuje ji prostřednictvím poetických obrazů s mnoha svéráznými metaforami. Zabíjačka hraje významnou roli i ve filmovém zpracováni tohoto díla.
- Ivo Jahelka popsal v Baladě o strašlivém úderu šilhavého řezníka Josky těžký úraz, který utrpěl „bratranec Rudla“ poté, co si špatně vyložil řezníkův pokyn při omračování vepře.
- Ve večerníčcích Jája a Pája a Chaloupka na vršku se také objevuje zabijačka, zobrazená v kontextu tradic ročního cyklu.
- Vojtěch Steklač v jedné kapitole knihy Pekelná třída popisuje chování pražské městské rodiny na venkovské zabijačce v Pekelci u babičky hlavního hrdiny Boříka.
- Dvojice Šimek&Grossmann věnovala nedobrovolné zabijačce v bytě v pražském činžáku, ale především předcházejícímu dění, známou humoristickou povídku Jak jsme chovali užitečné zvíře